# نیوپورت، شروپ‌شر
latitudeنیوپورت، شروپ‌شرlongitudeنیوپورت، شروپ‌شر
نیوپورت، شروپ‌شر (به انگلیسی: Newport, Shropshire) یک منطقهٔ مسکونی در انگلستان است که در میدلند غربی واقع شده‌است.

## نگارخانه

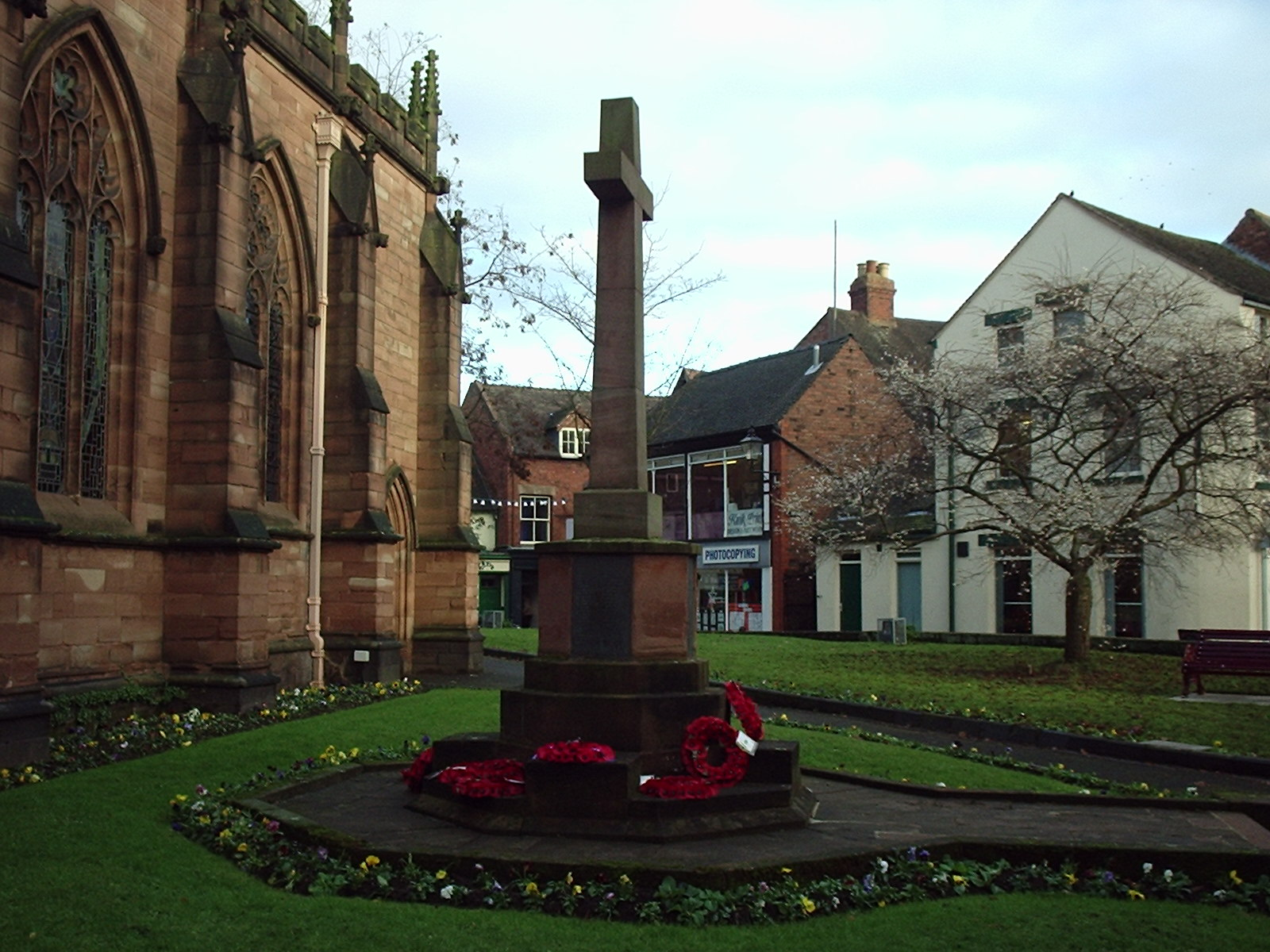
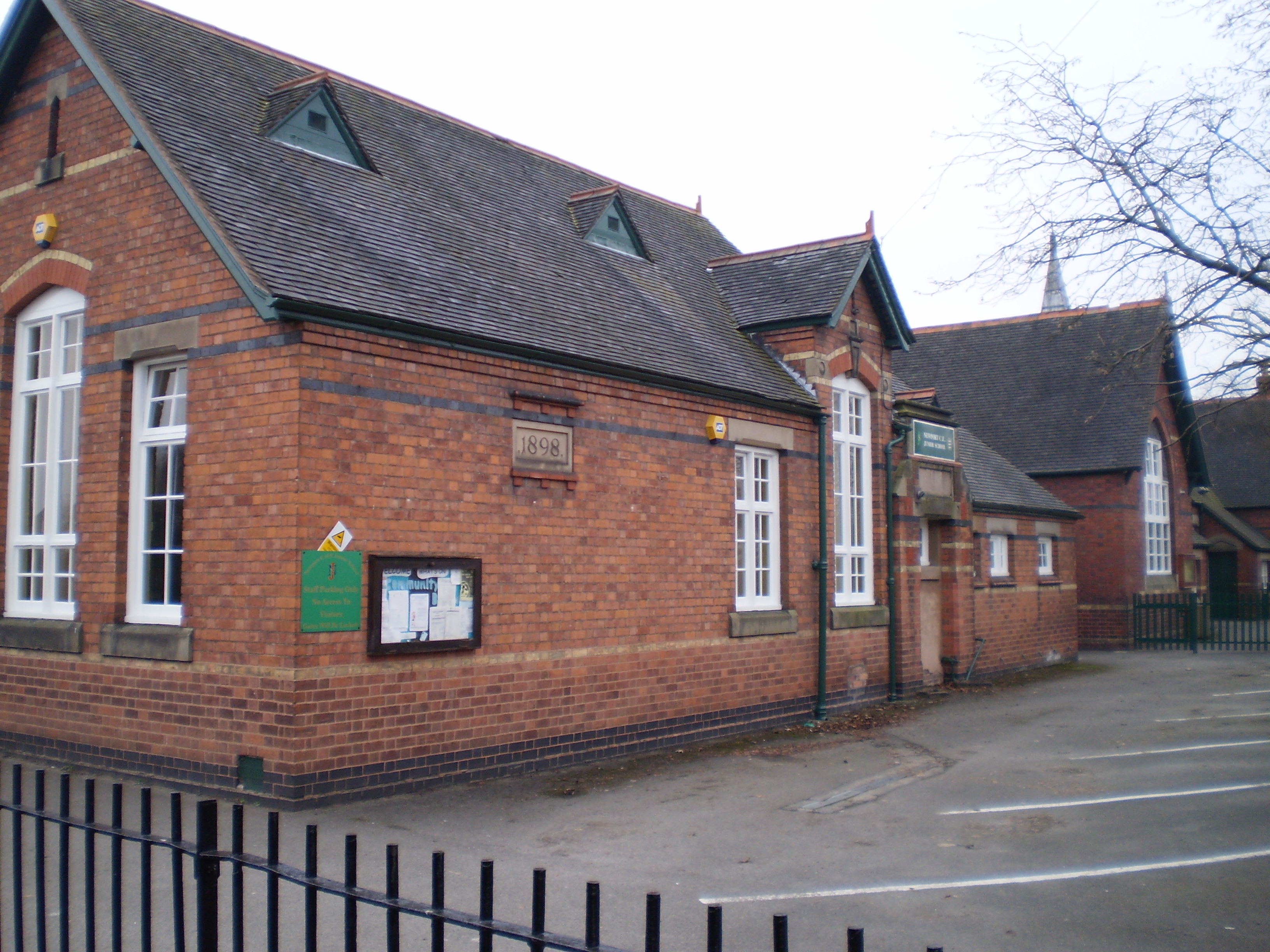

## خصوصیات
نیوپورت ۱۰٬۸۱۴ نفر جمعیت دارد.